# Разработка Windows 7
Разработка Windows 7 началась сразу после выпуска ОС Windows Vista.
Milestone 1, 2 и 3 были анонсированы Microsoft в 2008 году. В октябре 2008 года Microsoft представила сборку 6801 на конференции PDC; в январе 2009 года была выпущена бета-версия продукта. Версия Release Candidate была доступна с 30 апреля 2009 года для подписчиков MSDN и TechNet и с 5 мая 2009 года для широкой общественности. Microsoft объявила о выпуске финальной сборки Windows 7 14 июля 2009; подписчики Technet и MSDN могли загрузить её начиная с 6 августа. Дата выхода Windows 7 в России — 22 октября 2009 года.

## Сборки

### Pre-Milestone/Vista Post RTM
Эта сборка считается как обновлённая Windows Vista (Post RTM), в ней было изменено меню настройки звука. Выпущена 15 мая 2007 года. Её номер сборки — 6429.

### Milestone

#### Milestone 1
Первая известная сборка Windows 7 стала известна как «Milestone 1 (M1) code drop» с номером 6.1.6519.1, согласно TG Daily. Она была скомпилирована 2 октября 2007 года и разослана ряду ключевых партнёров Microsoft в январе 2008 в 32- и 64-битных версиях. Эта сборка имела отличную от Windows Vista панель задач, хотя эта возможность была отключена.
20 апреля 2008 года в сети появилось видео сборки 6.1.6574.1 — второй сборки M1. Она включала изменённый Windows Explorer и новый Центр поддержки.

#### Milestone 2
Согласно статье TG Daily от 16 января 2008 года выход Milestone 2 code corp был запланирован на апрель или май 2008 года. Milestone 2, была продемонстрирована на конференции D6 с номером 6.1.6589.1. Сборка имела отличную от Windows Vista панель задач.

#### Milestone 3
Согласно Paul Thurrott, Milestone 3 (сборка 6780) была разослана сотрудникам и близким партнерам Microsoft в первой неделе сентября 2008 г. Mary Jo Foley из ZDNet и Stephen Chapman из UX Evangelist описали сборку визуально и функционально схожей с Windows Vista, однако некоторые встроенные приложения теперь имели интерфейс «Ribbon», как в Office 2007. Были удалены многие приложения, встроенные в предыдущие версии Windows (такие как: Календарь, Фотоальбом, Mail, Meeting Space и Movie Maker). Эти приложения доступны для загрузки в Windows Live.

### Pre-beta
На конференции PDC Майкрософт представила пре-бету новой операционной системы. Демонстрация производилась на сборке 6933, эта же сборка была установлена на всех ПК в конференц-зале для обозрения и интеракции. Однако сборка, которую Майкрософт разослала как пре-бету, имела номер 6801, и отличалась от 6933 изменениями в интерфейсе, в частности в 6801 отключена по умолчанию новая панель задач (или SuperBar), похожая на SuperBar из сборки 6933. Но был выпущен патч, который активировал SuperBar в 6801. Чуть позже новая версия патча также активировала динамическую смену обоев рабочего стола, сенсорное управление и новую функцию управления окнами «Aero Peek».

### Beta

Windows 7 Beta

В конце декабря 2008-го в Сеть «утекла» очередная тестовая версия, пронумерованная как build 7000. Именно эта сборка стала первой официальной бета-версией новой системы, Windows 7 Beta.
Официально бета-релиз новой операционной системы состоялся 9 января 2009 года. Он был доступен для скачивания в виде ISO-образа DVD диска в 32-х и 64-х битной архитектуре. Windows 7 Beta работала до 1 августа 2009 года. Начиная с 1 июля 2009 ОС начала перезагружаться каждые два часа, напоминая об окончании периода работы.
Скачать Windows 7 Beta можно было до 10 февраля, начиная с этого дня загрузка стала недоступна.
При выпуске Windows 7 Beta возникли проблемы, например, она обрезала первые секунды MP3-файлов. Но ошибка была тут же исправлена разработчиками.

### Pre-RC
14 марта в сеть утекла Windows 7 build 7057.
25 марта ограниченная группа TechNet партнёров Microsoft получили Windows 7 build 7068 (6.1.7068.0.winmain.090321-1322). 26 марта эта сборка успешно утекла в Сеть.
7 апреля в сеть просочилась очередная сборка 7077 (6.1.7077.0.winmain_win7rc.090404-1255), датированная 4 апреля. 8 апреля TechNet подтвердил, что данная сборка является RC Escrow. А это означало, что публичного RC1 оставалось ждать совсем недолго.

### Release Candidate 1

Windows 7 RC

Сборка Release Candidate 1 (RC1) основывается на ветке winmain_win7rc, в которой она и была собрана. Данную информацию оперативно подтвердил WZorNet.
Официальной версией-кандидатом Windows 7 Release Candidate стала сборка 7100.0.winmain_win7rc.090421-1700, она прошла подписание (engineering sign-off).
Эта версия имеет английскую, немецкую, испанскую, французскую и японскую локализацию. Что насчет русского, то его получили только бета-тестеры и локализаторы через службу Microsoft Connect. Однако русифицированная Windows 7 RC уже утекла в сеть.
30 апреля Microsoft предоставила Windows 7 RC подписчикам MSDN и Technet.
5 мая она стала доступна публично, и была доступной до августа 2009 года без ограничения количества скачиваний и ключей. Её можно скачать в виде ISO-образа DVD диска в 32-х и 64-х битной архитектуре.
С 27 мая пользователям RC-версии Windows 7 Ultimate в Центре обновления стали доступны языковые пакеты в качестве опционального обновления, в том числе и русский. Устанавливаются через Центр обновления Windows с языком любой сборки: английской, испанской, китайской, украинской и пр. Также доступно ещё 30 языковых пакетов.
Начиная с 1 марта 2010 года ОС начала перезагружаться каждые два часа, напоминая об окончании периода работы, 1 июня 2010 года ОС перестала работать.
Также ночью 3 июня в Сети появилась IDX-сборка Windows 7 build 7201.0.winmain_win7ids.090601-1516. Это сборка аналогична 2-му релиз-кандидату, который не был и не будет доступен публично.

### Release-to-Manufacturing (RTM)

Windows 7 RTM

По сообщениям руководства корпорации Acer, предустановленная Windows 7 была доступна на персональном компьютере Z5600 их сборки с 23 октября 2009 года.
11 мая 2009 года вице-президент Microsoft Билл Вехте в рамках конференции TechEd сообщил, что корпорация ведет разработку новой настольной ОС Windows 7 ударными темпами, поэтому выпущена система будет к началу рождественских распродаж в США и Европе (22 октября 2009 года). «Мы укладываемся как раз к сезону продаж», — заявил он.
21 июля 2009 года утекла финальная RTM-версия Windows 7 (так называемый «Золотой код»), а её подписание состоялось 18 июля 2009 года.
23 июля 2009 года в своём блоге Корпорация Microsoft объявила, что завершила разработку операционной системы Windows 7. Согласно развернутому пояснению, операционная система была успешно протестирована всеми отделами разработчиков, переведена на все основные языки и к 7 августа будет доступна для официальной загрузки через интернет.
30 июля 2009 года система активации Windows 7 была взломана из-за примененного метода OEM активации, схожего с системой OEM активации Windows Vista.
22 октября 2009 года операционная система поступила в розничную продажу, в том числе на территории России.

## Список сборок
```
Pre-Milestone 1

6.1.6410.0.fbl_refactor_dev(jschwart).070409-1035 
6.1.6415.0.debuggers(dbg).070404-1234 
6.1.6418.0.debuggers(dbg).070404-1255 
6.1.6429.?.fbl_multimedia_media.070514-1730 
6.1.6459.1.fbl_shell_dex.070826-1830 
6.1.6469.1.fbl_find_dev. 
6.1.6471.?.?.??????-????
6.1.6475.1.fbl_wlk_dtmse_11000.071108-1226
6.1.6480.1.fbl_srv_powershell_ctp(srvbld).071029-1751 
6.1.6499.1.fbl_security_bugfix(sepbld-s).071120-0135 
6.1.6507.1.winmain_longhorn(wmbla).071113-1716

Milestone 1

6.1.6516.1.fbl_dox_dev_ihvs.080109-1848 
6.1.6516.1.fbl_dox_dev_ihvs.080109-1928 
6.1.6518.1 
6.1.6519.1.winmain.071220-1525 - утекла 10 июня 2008 (x86)
6.1.6522.0.winmain.071223-1309
6.1.6536.?.fbl_tools_phoenix(corevc).080215-1330-LDDM 
6.1.6547.1 
6.1.6568.1.winmain.080312-1858 
6.1.6574.1.winmain.080???-????
6.1.6585.?.winmain.080407-1714 
6.1.6585.1.fbl_srv_powershell_ctp.080411-1634

Milestone 2

6.1.6589.1.winmain_win7m2.080420-1634
6.1.6608.?.winmain_win7m2.080511-1400

Milestone 3

6.1.6720.1.fbl_dox_dev_ihvs.080603-2145 
6.1.6720.1.fbl_dox_dev_ihvs.080603-2149 
6.1.6721.1.debuggers(dbg).080908-1333 
6.1.6726.1.fbl_dox_dev_ihvs.080609-2026 
6.1.6726.1.fbl_dox_dev_ihvs.080609-2033 
6.1.6727.1.fbl_dox_dev_ihvs.080611-0004 
6.1.6727.1.fbl_dox_dev_ihvs.080611-0008 
6.1.6727.1.fbl_dox_dev_ihvs.080611-0027 
6.1.6727.1.fbl_dox_dev_ihvs.080611-0032 
6.1.6730.1.fbl_dox_dev_ihvs.080614-0511 
6.1.6730.1.fbl_dox_dev_ihvs.080614-0543 
6.1.6756.0 
6.1.6761.0.fbl_wexpartners_mc(dcohen).080731-1456 
6.1.6764.0.fbl_wexpartners_mc(shyams).080805-1551 
6.1.6768.0.fbl_security_bugfix(nide).080811-1231 
6.1.6768.0.FBL_SECURITY_BUGFIX(nide).080811-1458 
6.1.6769.0.fbl_security_bugfix(dlisley).080814-1553 
6.1.6769.0.fbl_security_bugfix(dlinsley).080814-1555 
6.1.6776.?.fbl_srv.080823-0???
6.1.6780.0.winmain_win7m3.080829-1900 - утекла 15 февраля 2009 (x86)
6.1.6801.0.winmain_win7m3.080913-2030 - утекла 29 октября 2008 (x86/x64)
6.1.6801.4107.winmain_win7m3.081020-165

Pre-Beta 1

6.1.6904.0.fbl_dox_dev_ihvs.080908-1556 
6.1.6912.0.fbl_security_bugfix(dacostan).080918-1720 
6.1.6912.0.fbl_security_bugfix(dacostan).080918-1756 
6.1.6914.0.fbl_dox_dev_ihvs.081001-1528 
6.1.6914.0.fbl_dox_dev_ihvs.081001-2123 
6.1.6914.0.fbl_dox_dev_ihvs.081001-2138 
6.1.6914.0.fbl_dox_dev_ihvs.081001-2209 
6.1.6914.0.fbl_dox_dev_ihvs.081001-2251 
6.1.6914.0.fbl_dox_dev_ihvs.081001-2254 
6.1.6914.0.fbl_dox_dev_ihvs.081006-0105
6.1.6914.0.fbl_dox_dev_ihvs.081006-1212
6.1.6916.?.winmain.080924-1557
6.1.6917.?.winmain.080925-1915
6.1.6919.?.fbl_fun_diag_dev(gaurava).080118-1456
6.1.6920.?.fbl_dgt_dev2.081006-1730
6.1.6920.0.fbl_dgt_dev2_sdknovember08(bld4act).081016-1627
6.1.6925.0.fbl_dox_dev_ihvs.081009-1812
6.1.6926.?.winmain.081009-1855
6.1.6926.0.fbl_uiplat_dev1(alexlop).081013-1037
6.1.6926.0.fbl_dox_dev_ihvs.081016-1746
6.1.6926.0.fbl_dox_dev_ihvs.081026-2150
6.1.6930.?.fbl_multimedia_media.081016-1750
6.1.6930.0.fbl_multimedia_media(bld4act).081019-0916
6.1.6930.0.fbl_multimedia_media(bld4act).081019-0926
6.1.6931.0.fbl_security_bugfix(jscottm).081020-1655
6.1.6931.0.fbl_security_bugfix(jscottm).081020-1735
6.1.6932.?.winmain.081017-1835
6.1.6933.0.winmain.081020-1842
6.1.6934.?.winmain.081021-1817
6.1.6935.?.winmain.081022-1857
6.1.6935.0.fbl_multimedia_media(bld4act).081026-0917
6.1.6936.0.winmain.081023-1800 - утекла 10 декабря 2008 (x64)
6.1.6937.?.winmain.081027-1805
6.1.6937.?.fbl_whenet_devbugfix.081028-1900
6.1.6938.0.fbl_multimedia_media(bld4act).081031-0928
6.1.6940.?.fbl_wexpartners_mc.081102-1800
6.1.6941.0.winmain.081101-1740
6.1.6941.0.fbl_srv.081102-0300
6.1.6944.0.fbl_multimedia(codecna).081104-1358
6.1.6945.0.?.081106-1833 
6.1.6948.?.fbl_shell_dex.081112-1755
6.1.6951.0.winmain.081114-2042
6.1.6953.?.winmain.081118-1923
6.1.6953.0.FBL_SECURITY(nide).081119-1801
6.1.6954.? 
6.1.6956.0.winmain.081122-1150 - утекла 4 декабря 2008 (x86)
6.1.6995.0.winmain.081202-1120

Beta 1

6.1.7000.0.winmain_win7beta.081212-1400 - утекла 27 декабря 2008 (x86) и 7 января 2009 (х64)

Pre-RC1

6.1.7003.?.winmain.081201-???? 
6.1.7004.0.?.081203-1830
6.1.7011.0.winmain.081212-1248
6.1.7012.0.winmain.081215-1810
6.1.7015.0.winmain.081218-1724
6.1.7016.0.winmain.090105-1500
6.1.7017.0.?.090111.0916
6.1.7022.0.winmain.090115-1850 - утекла 8 февраля (х86) и 2 марта (х64)
6.1.7025.?.winmain.090120-1850
6.1.7028.0.?.090125-1930 
6.1.7032.0.winmain.090129-1812
6.1.7033.0.?.090203.1215
6.1.7034.winmain.090202-1920
6.1.7041.winmain.090210-1755
6.1.7042.winmain.090211-1834
6.1.7043.winmain.090212-1811
6.1.7044.winmain.090213-1916
6.1.7045.winmain.090216-1555
6.1.7046.0.winmain.090219-1850
6.1.7047.0.winmain.090219-0255
6.1.7048.0.winmain.090219-1845 - утекла 3 марта (х64)
6.1.7049.0.winmain.090220-1605
6.1.7050.0.winmain.090223-1948
6.1.7051.0.winmain.090224-1840
6.1.7052.0.winmain.090225-1855
6.1.7053.0.winmain.090226-1910
6.1.7054.0.winmain.090302-1902
6.1.7055.0.winmain.090303-2130
6.1.7056.0.winmain.090304-1844
6.1.7057.0.winmain.090305-2000 - утекла 11 марта (х86) и 13 марта (х64)
6.1.7058.0.winmain.090307-1140
6.1.7059.0.winmain.090309-1815
6.1.7060.0.winmain.090310-1910
6.1.7061.0.winmain.090311-1856
6.1.7062.0.winmain.090312-1900
6.1.7063.0.winmain.090313-1842
6.1.7064.0.winmain.090316-1936
6.1.7065.0.winmain.090317-1835
6.1.7066.0.winmain.090318-1812
6.1.7067.0.winmain.090319-1853
6.1.7068.0.winmain.090321-1322 - утекла 27 марта (x86) и 28 марта (x64)
6.1.7069.0.winmain.090323-1630
6.1.7069.0.fbl_security_bugfix(sepbld-s).090325-1203
6.1.7070.0.winmain.090324-1853
6.1.7071.0.winmain.090326-1750
6.1.7072.0.winmain.090327-1845
6.1.7073.0.winmain.090330-1830
6.1.7074.0.winmain.090331-1850
6.1.7075.0.winmain.090401-1840
6.1.7075.0 (fbl_multimedia(bld4act).090402-1620
6.1.7076.0.winmain.090402-1838
6.1.7077.0.winmain_win7rc.090404-1255 - утекла 7 апреля (х86)
6.1.7078.0.winmain_win7rc.090406-1758
6.1.7079.0.winmain_win7rc.090407-1902
6.1.7080.0.winmain_win7rc.090408-1900
6.1.7081.0.winmain_win7rc.090409-1900
6.1.7082.0.winmain_win7rc.090410-1901
6.1.7083.0.winmain_win7rc.090413-1900
6.1.7084.0.winmain_win7rc.090414-1900
6.1.7085.0.winmain_win7rc.090415-1900
6.1.7086.0.winmain_win7rc.090416-1900
6.1.7087.0.winmain_win7rc.090417-1900
6.1.7088.0.winmain_win7rc.090419-1500

RC

6.1.7100.0.winmain_win7rc.090421-1700 - RC-версия, утекла в сеть 24 апреля 2009 года.

Pre-RTM

6.1.7105.0.winmain.090404-1235
6.1.7106.0.winmain.090408-1623 - утекла 12 апреля (х86/х64) - Китайский (Квадратный) язык
6.1.7107.0.winmain.090409-18хх
6.1.7108.0.winmain.090410-1755
6.1.7109.0.winmain.090413-1552
6.1.7110.0.winmain.090414-1906
6.1.7111.0.winmain.090415-1920
6.1.7112.0.winmain.090416-1820
6.1.7113.0.winmain.090417-1710
6.1.7114.0.winmain.090420-1603
6.1.7115.0.winmain.090421-1650
6.1.7116.0.winmain.090422-1816
6.1.7117.0.winmain.090423-1737
6.1.7118.0.winmain.090424-1710
6.1.7119.0.winmain.090427-1750
6.1.7120.0.winmain.090428-1740
6.1.7121.0.winmain.090429-1835
6.1.7122.0.winmain.090430-1800
6.1.7123.0.winmain.090501-1720
6.1.7124.0.winmain.090504-1715
6.1.7125.0.winmain.090505-1530
6.1.7126.0.winmain.090506-1820
6.1.7127.0.winmain.090507-1820 - утекла 15 мая (х86/х64)
6.1.7128.0.winmain.090508-1600
6.1.7129.0.winmain.090511-1440
6.1.7130.0.winmain.090512-1609
6.1.7131.0.winmain.090513-1755
6.1.7132.0.winmain.090514-1700
6.1.7133.0.winmain.090515-1635
6.1.7134.0.winmain.090518-1722
6.1.7135.0.winmain.090519-1845
6.1.7136.0.winmain.090520-1812
6.1.7137.0.winmain.090521-1745 - утекла 27 мая(х86/х64)
6.1.7138.0.winmain.090522-xxxx
6.1.7139.0.winmain.090526-xxxx
6.1.7138.0.winmain.090522-xxxx
6.1.7139.0.winmain.090526-xxxx 
6.1.7140.0.winmain.090527-xxxx
6.1.7141.0.winmain.090528-xxxx
6.1.7200.0.winmain.090529-2055
6.1.7200.0.winmain.090530-0710 
6.1.7201.0.winmain.090601-1516 - утекла 4 июня (x86/x64) zukona
6.1.7226.0.winmain.090601-xxxx
6.1.7227.0.winmain.090602-хххх
6.1.7228.0.winmain.090603-хххх
6.1.7229.0.winmain.090604-1901 - утекла 12 июня(х86/х64)
6.1.7230.0.winmain.090605-1900
6.1.7231.0.winmain.090608-1900 - утекла 12 июня в виде виртуального диска VHD (х86)
6.1.7232.0.winmain.090610-1900 - утекла в виде виртуального диска VHD (х64) WZT
6.1.7232.0.winmain.090613-0700
6.1.7233.0.winmain.090614-1655

RTM

6.1.7260.0.win7_rtm.090612-2110 - утекла 18 июня (x86)
6.1.7261.0.win7_rtm.090615-1900
6.1.7262.0.win7_rtm.090617-1900
6.1.7263.0.win7_rtm.090619-1900
6.1.7264.0.win7_rtm.090622-1900 - утекла 1 июля (x86/x64)
6.1.7265.0.win7_rtm.090624-1905
6.1.7266.0.win7_rtm.090626-1902
6.1.7267.0.win7_rtm.090629-1952
6.1.7268.0.win7_rtm.090701-1900
6.1.7269.0.win7_rtm.090706-1900 
6.1.7270.0.win7_rtm.090708-1900
6.1.7271.0.win7_rtm.090709-1520

Final RTM

6.1.7600.16384.win7_rtm.090710-1945 - утекла 22 июля (x86/x64)
6.1.7600.16385.win7_rtm.090713-1255 - финальный образ, который официально стал доступен 22 октября (утек 25 июля (x86/x64))

Final Escrow RTM with SP1
6.1.7601.24214.win7sp1_ldr_escrow.180801-1700 - финальный образ, который включает в себя Пакет обновлений SP1 и обновления по август 2018 (утек 1 сентября 2019 (x86/x64))

```